# Annamanum
Annamanum is een kevergeslacht uit de familie van de boktorren (Cerambycidae). De wetenschappelijke naam van het geslacht werd voor het eerst geldig gepubliceerd in 1925 door Pic.

## Soorten
Annamanum omvat de volgende soorten:
- Annamanum albisparsum (Gahan, 1888)
- Annamanum albomaculatum (Breuning, 1935)
- Annamanum alboplagiatum Breuning, 1966
- Annamanum annamana Breuning, 1960
- Annamanum annulicorne (Pic, 1934)
- Annamanum basigranulatum Breuning, 1970
- Annamanum cardoni Breuning, 1953
- Annamanum chebanum (Gahan, 1894)
- Annamanum fuscomaculatum Breuning, 1979
- Annamanum griseolum (Bates, 1884)
- Annamanum griseomaculatum Breuning, 1936
- Annamanum guerryi (Pic, 1903)
- Annamanum humerale (Pic, 1934)
- Annamanum indicum Breuning, 1938
- Annamanum irregulare (Pic, 1925)
- Annamanum lunulatum (Pic, 1934)
- Annamanum mediomaculatum Breuning, 1962
- Annamanum ochreopictum Breuning, 1969
- Annamanum plagiatum (Aurivillius, 1913)
- Annamanum rondoni Breuning, 1962
- Annamanum scheyeri Breuning, 1962
- Annamanum sikkimense Breuning, 1942
- Annamanum sinicum Gressitt, 1951
- Annamanum strandi Breuning, 1938
- Annamanum subauratum Breuning, 1958
- Annamanum subirregulare Breuning, 1950
- Annamanum szetschuanicum Breuning, 1947
- Annamanum thoracicum (Gahan, 1894)
- Annamanum yunnanum Breuning, 1947